# Le Bestiaire sentimental
Le Bestiaire sentimental est un ensemble littéraire non romanesque en trois volumes de Charles Derennes publié aux éditions Albin Michel. Il est composé de Vie de Grillon (1920), La Chauve-Souris (1922) et Émile et les Autres (1924), ce dernier volume ayant reçu le prix Femina l'année de sa parution.

## Historique
Le premier volume intitulé Vie de Grillon (écrit entre 1918 et 1920) est publié partiellement en feuilleton dans La Revue hebdomadaire du 14 août 1920 (no 33) au 28 août 1920 (no 35) avant de paraître aux éditions Albin Michel en 1920. Ce livre est récompensé par l'Académie française du Prix du Président de la République Alexandre-Millerand. La Chauve-Souris (écrit entre 1920 et 1922 et dédié à sa femme Christiane Derennes) est publiée intégralement en feuilleton dans La Revue hebdomadaire du 5 novembre 1921 (no 45) au 24 décembre 1921 (no 52), avant de paraître aux éditions Albin Michel en 1922. Il reçoit le Prix de la Fondation Bonaparte. Émile et les Autres est également publié partiellement en feuilleton dans La Revue hebdomadaire du 10 mars 1923 (no 10) au 24 mars 1923 (no 12) sous le titre Émile et les Autres, ou de la Personnalité chez les bêtes. La préface de ce volume, titrée De l'amitié et de l'étude mal entendues des animaux a paru initialement dans Les Idées françaises en novembre 1923 (no 7), et la troisième partie du livre intitulée Zompette, la grenouille verte, dans La Revue universelle en décembre 1922 (nos 17 et 18). La publication intégrale du troisième volume s'est faite aux éditions Albin Michel en 1924. Il est dédié à ses amis Claude Farrère et Paul Léautaud, amoureux eux aussi des animaux et surtout des chats. Il est récompensé par le prix Femina le 10 décembre 1924 au 7e tour de scrutin, par 11 voix contre 7 à Emmanuel Bove.

## Résumé
Tout au long de sa vie, Charles Derennes a manifesté un vif intérêt pour les animaux. Dans L'Enfant dans l'herbe, un livre de souvenirs « en marge du Bestiaire sentimental » paru début 1925, il raconte comment, à 12 mois, il a été terrorisé par des canards qui le dominaient de leur taille et ne parlaient pas le même langage que ses parents. Cette aventure aurait pu le dégoûter à jamais des animaux. Au contraire, il s’intéresse très tôt à eux, affirmant même avoir compris leur langage vers l’âge de cinq ou six ans. Dans le jardin de la sœur de sa grand-mère, situé dans le faubourg campagnard de Villeneuve-sur-Lot où il va souvent s’amuser avec ses cousins et ses camarades, il apprivoise des lézards et des grenouilles. Il commence alors à se livrer à une observation attentive et minutieuse de ces petits animaux qu’il poursuivra longtemps. En compagnie de son grand-père, après l’école, il va sur les bords du Lot écouter le chant des grillons et, à force de guetter l’apparition des étoiles dans le ciel, il remarque l’existence des chauves-souris dont l’étude le captivera. C’est ainsi qu’il noue des familiarités avec le lézard gris Filon, la rainette Zompette, la chauve-souris Noctu, Grillon, le rat blanc Kiki, l’araignée Matoutou et bien d’autres encore qui font partie de son petit univers quotidien et deviendront les futurs héros de son Bestiaire sentimental.
Mais il faut attendre le lendemain de la guerre pour voir paraître ces « petites études naturelles » auxquelles il a déjà travaillé au cours des années précédentes et qu'il a réunies dans trois volumes. « J’ai commencé cette série d’essais par l’étude du Grillon, c’est-à-dire d’un insecte chez qui, comme chez tous les insectes, la personnalité n’étant plus nécessaire à la conservation de la race, est abolie. Dans La Chauve-Souris, j’ai tenté de montrer à quel point des animaux très facilement observables, mais peu observés jusqu’ici, reproduisent certains traits même moraux de l’humanité supérieure. Dans Émile et les autres, étudiant divers chats et une rainette, j’ai opposé à un batracien charmant, plaisant aux yeux, mais encore complètement dépourvu de personnalité individuelle, les gracieux petits félins domestiques, engeance énigmatique et séduisante dont nul échantillon ne ressemble foncièrement à un autre. Il n’y a pas d’être plus personnel qu’un chat, après l’homme et près de l’homme, - les chiens se modelant trop sur nous. »

## Éditions
Le Bestiaire sentimental est le titre général des trois volumes suivants : 
- Vie de Grillon, éditions Albin Michel, 1920.
- La Chauve-Souris, éditions Albin Michel, 1922 ; édition américaine sous le titre The Life of the Bat, New York et Londres, Harper & Brothers Publishers, 1924, traduction de Louise Collier Willcox ; édition anglaise sous le même titre, Londres, Thornton Buttenworth Ltd., 1925, avec un bois gravé de E. Fitch Daglish, même traductrice.
- Émile et les autres, éditions Albin Michel, 1924.